# Herzflimmern (1971)
Herzflimmern ist ein Spielfilm des französischen Regisseurs Louis Malle aus dem Jahr 1971.

## Handlung
Der Film handelt vom fünfzehnjährigen Laurent Chevalier, der in den 1950er Jahren im französischen Dijon aufwächst. Sein Vater Charles ist Gynäkologe und gibt sich konservativ, seine italienische Mutter Clara geht mit ihren drei Söhnen, vor allem mit Laurent, eher schwesterlich als mütterlich um. Laurent und seine Brüder entdecken die Welt, indem sie heimlich Bars besuchen. Sein erstes sexuelles Erlebnis hat Laurent, als ihn seine Brüder mit der Prostituierten Freda bekannt machen.
Als bei Laurent Herzflimmern diagnostiziert wird, begleitet ihn seine Mutter zur Kur. Irrtümlich wurde in dem Hotel, das voll belegt ist, für Mutter und Sohn ein gemeinsames Zimmer gebucht. Laurent interessiert sich für zwei gleichaltrige Mädchen im Hotel, Hélène und Daphne, und er beobachtet seine Mutter in der Badewanne. Mit der Zeit wird die Beziehung der beiden immer enger. Am 14. Juli, dem französischen Nationalfeiertag, der mit viel Alkohol gefeiert wird, landen Laurent und Clara schließlich zusammen im Bett und haben Sex miteinander. Danach sagt Clara ihm, dass sich diese Geschichte nicht wiederholen wird, aber sie sollten beide auf diese Nacht nicht mit Bedauern zurückschauen. Laurent verlässt das Zimmer, macht einen vergeblichen Versuch, Hélène zu verführen und verbringt dann den Rest der Nacht mit Daphne.

## Hintergrund
Louis Malle setzte die Thematik Inzest behutsam und ohne moralischen Zeigefinger um. Trotzdem wurde die Zensur auf den Film aufmerksam, in Italien war vorübergehend jegliche Aufführung verboten.

## Synchronisation
Die deutsche Synchronfassung fertigte 1972 die Deutsche Synchron KG Karlheinz Brunnemann in Berlin an. Dabei wurde auch die deutsche Darstellerin Gila von Weitershausen synchronisiert.
| Rolle             | Darsteller             | Synchronsprecher   |
| ----------------- | ---------------------- | ------------------ |
| Clara Chevalier   | Lea Massari            | Rosemarie Fendel   |
| Laurent Chevalier | Benoît Ferreux         | Hans-Georg Panczak |
| Charles Chevalier | Daniel Gélin           | Rolf Schult        |
| Thomas            | Fabien Ferreux         | Thomas Danneberg   |
| Marc              | Marc Winocourt         | Uwe Paulsen        |
| Pater Henri       | Michael Lonsdale       | Jürgen Thormann    |
| Augusta           | Ave Ninchi             | Ursula Krieg       |
| Onkel Léonce      | Henri Poirier          | Martin Hirthe      |
| Tante Claudine    | Micheline Bona         | Gisela Reißmann    |
| Freda             | Gila von Weitershausen | Traudel Haas       |
| Hubert            | François Werner        | Arne Elsholtz      |

## Kritik
„Die pubertäre Entwicklung eines 15-jährigen im Zeichen sexueller Erlebnisse und ihrer Prägung durch die Umwelt. Im Mittelpunkt steht die Beziehung des Jungen zu seiner noch jungen, erotisch attraktiven Mutter, die zu einem Inzest führt. Die Tabuverletzung wird jedoch konsequent und nahezu selbstverständlich aus der Entwicklung und dem Lebensmilieu des jugendlichen Helden abgeleitet. In der glaubhaften und unaufdringlichen Gestaltung und vor allem in der Führung des jugendlichen Hauptdarstellers ist der Film durch außerordentliches Können gekennzeichnet.“

## Auszeichnungen
- 1971: Nominierung für eine Goldene Palme in Cannes (Louis Malle)
- 1973: Oscar-Nominierung für das beste Originaldrehbuch
- 1973: KCFCC Award als bester Ausländischer Film